# Olea capensis
Espèce
Classification phylogénétique
Olea capensis, l'Olivier du Cap, est une espèce de plantes à fleurs la famille des Oleaceae. C'est un arbre ou un arbuste originaire d'Afrique.
Olea capensis est connu d'après un nombre varié de noms communs incluant:
- Afrikaans : ysterhout,
- Anglais : black ironwood, East African olive, Elgon olive, ironwood, ironwood olive,
- Swahili : loliondo, mushargi
- Noms commerciaux : loliondo, mutharage, mutharagi, olive.

## Description botanique

### Appareil végétatif
L'Olivier du Cap est un buisson touffu ou un arbre de taille petite à moyenne, jusqu'à 30 m de hauteur, pouvant atteindre occasionnellement 40 m.
Les rameaux sont glabres, têtiformes.  
L'écorce est gris clair, devenant gris foncé et fissurée verticalement avec l'âge. Une résine noirâtre caractéristique est exsudée des blessures de l'écorce. 

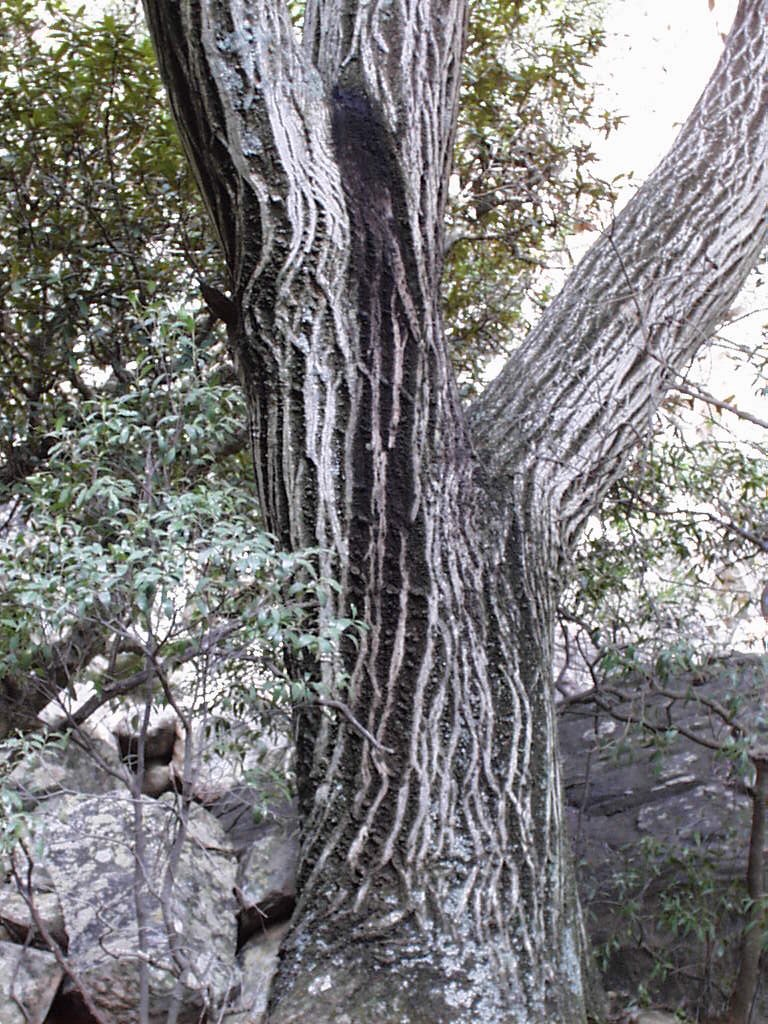
Olea capensis : détail de l'écorce fissurée.

Les feuilles sont vert pâle à vert foncé, brillantes sur la face supérieure et plus pâles en dessous ; le pétiole est souvent violacé, de 0,3 à 1,7 cm de long ; lancéolées-oblongues à presque circulaires, 3 à 10 × 1,5 à 5 cm.

### Appareil reproducteur
- Fleurs : blanches ou crème et délicatement odorantes, petites et abondamment axillaires ou en inflorescences terminales, plante bisexuée, 3 à 15 cm de long.
- Fruit : ce sont des drupes violacées quand elles sont mûres, elles sont alors succulentes. La forme est ovoïde, de 2 par 1 cm.

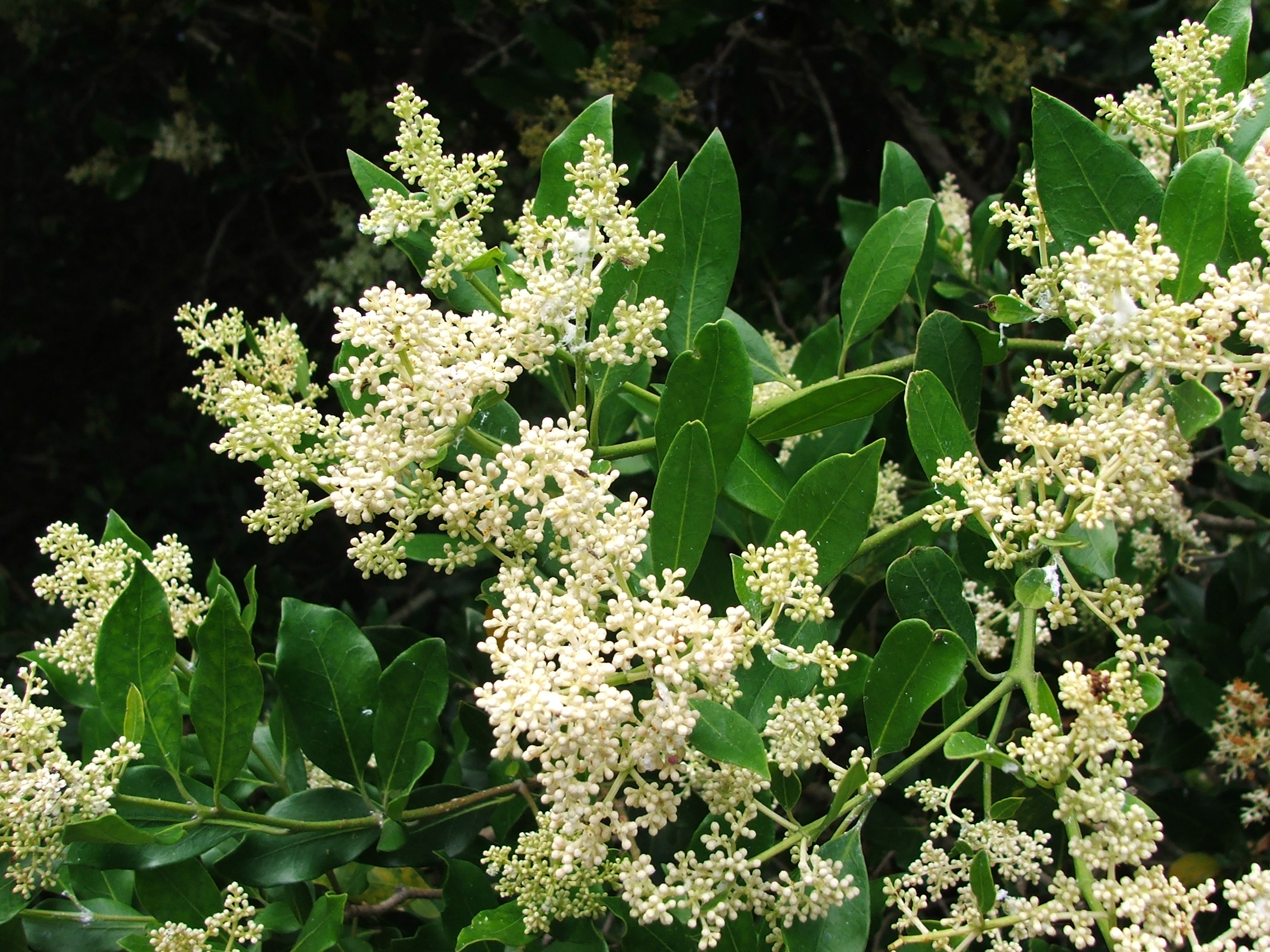
Détail des fleurs dOlea capensis.

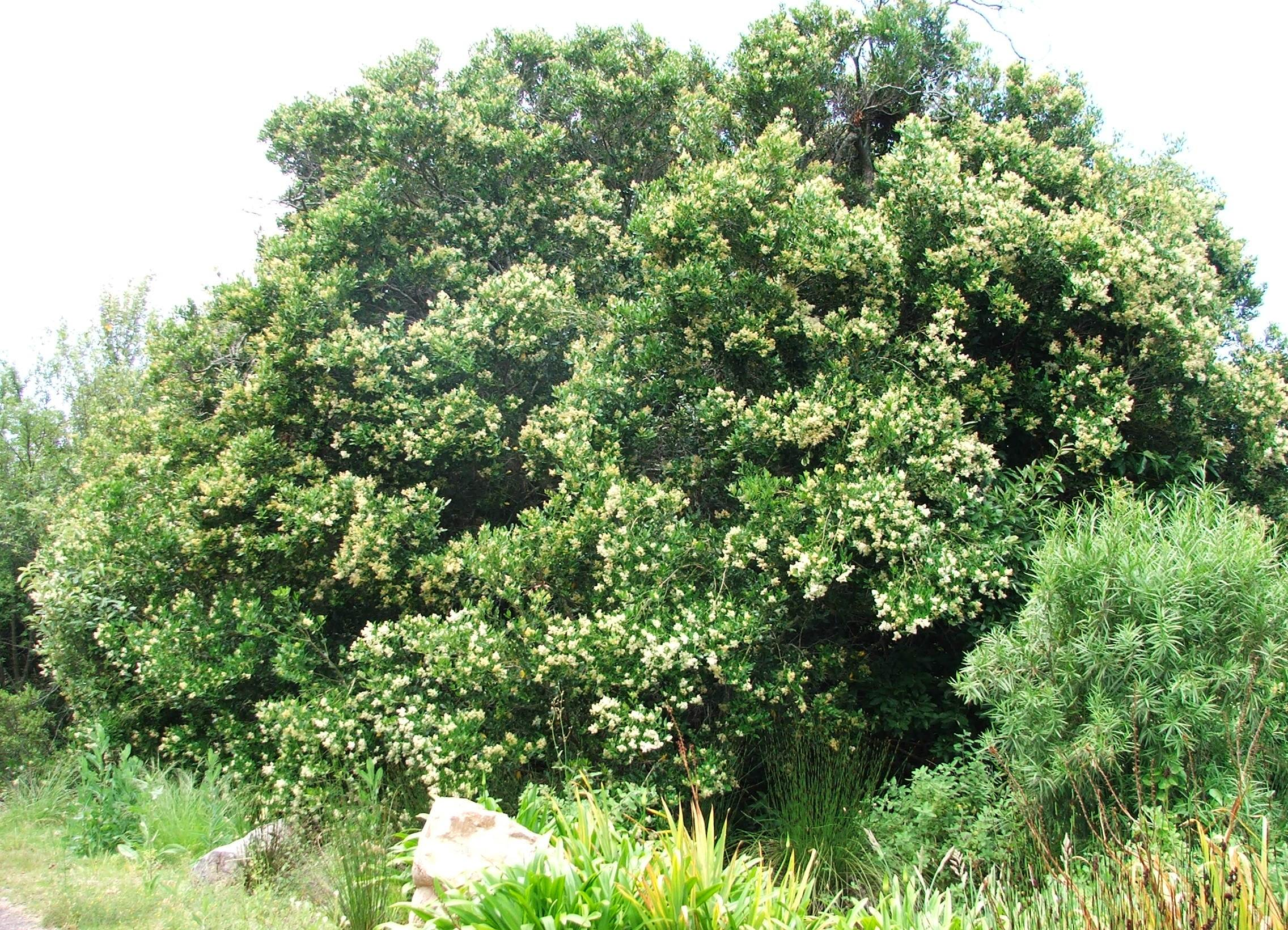
Olivier du Cap en fleurs. Ville du Cap.

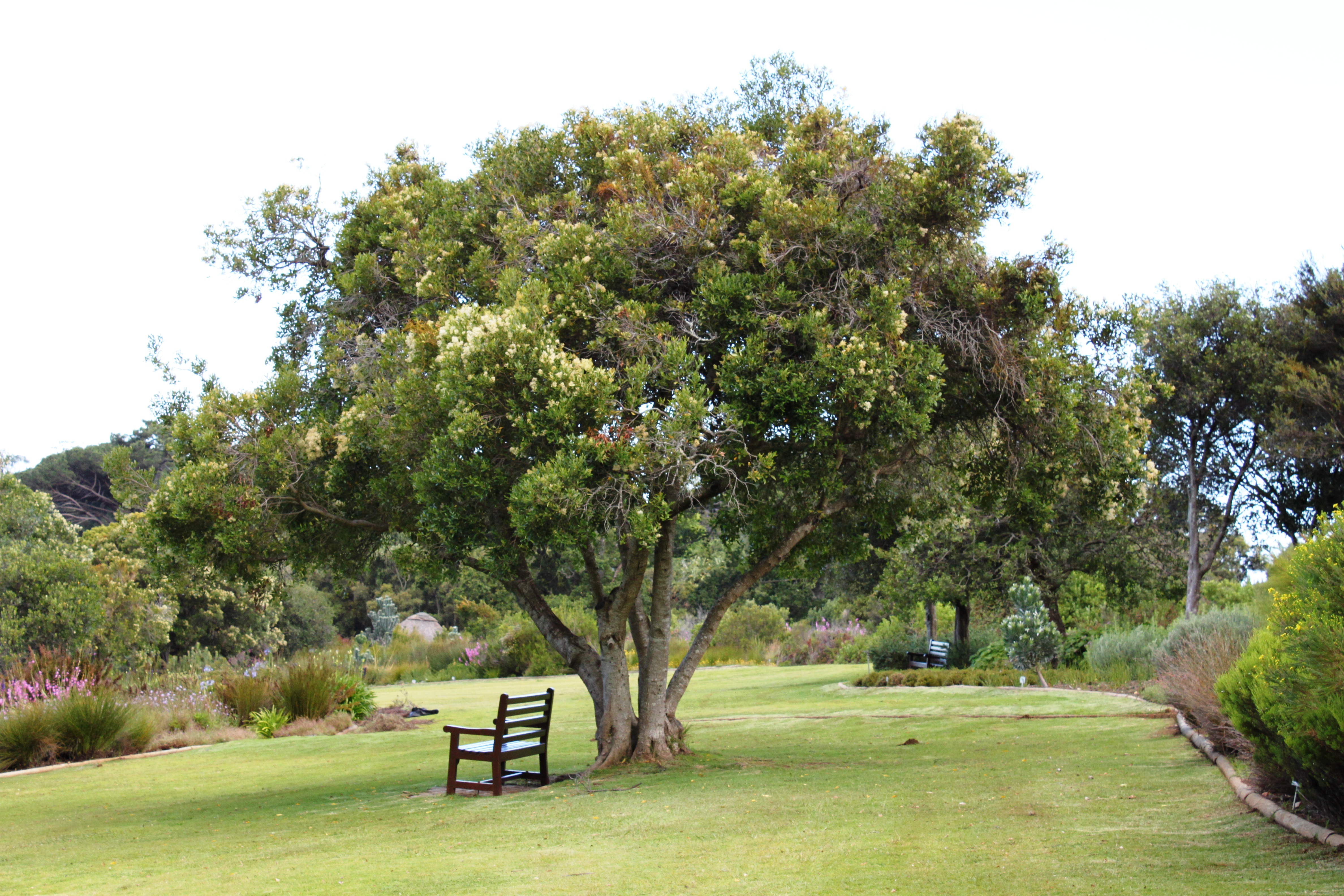
Olivier du Cap comme arbre de jardin.

### Sous-espèces
L'espèce est divisée en 3 sous-espèces,: 
- Olea capensis subsp. macrocarpa : fleurs en inflorescences lâches, fruits oblongs à elliptiques.
- Olea capensis subsp. capensis : fleurs en inflorescences serrées, feuilles très variables, apex souvent arrondi et fruits presque sphériques à elliptiques oblongs.
- Olea capensis subsp. enervis : feuilles usuellement elliptiques larges, l'apex s'effilant.

### Synonymes
- Olea capensis subsp. hochstetteri (Baker) Friis & P. S. Green [= Olea capensis subsp. macrocarpa]
- Olea enervis Harv. [≡ Olea capensis subsp. enervis]
- Olea hochstetteri Baker [= Olea capensis subsp. macrocarpa]
- (=) Olea laurifolia Lam.
- Olea macrocarpa C. H. Wright [≡ Olea capensis subsp. macrocarpa]

### Répartition géographique
- Afrique
  - Afrique tropicale du nord-est : Éthiopie ; Somalie ; Soudan.
  - Afrique tropicale de l'est : Kenya ; Tanzanie ; Ouganda.
  - Afrique tropicale ouest-centrale : Burundi; Cameroun ; Rwanda ; Zaïre.
  - Afrique tropicale de l'ouest : Côte d'Ivoire ; Guinée ; Nigeria ; Sierra Leone.
  - Afrique tropicale du sud : Angola ; Malawi ; Mozambique ; Zambie ; Zimbabwe.
  - Sud de l'Afrique : Afrique du Sud - Province du Cap, KwaZulu-Natal, Transvaal ; Swaziland.
  - Océan Indien occidental : Comores ; Madagascar.

## Utilisations
- Alimentation : Olea capensis a de nombreuses masses florales odorantes, bisexuées, produisant de gros fruits comestibles.
- Bois de charpente : Le bois de cet arbre est très dur, à grain fin et lourd, cependant difficile à travailler ; il est largement utilisé pour les travaux d'art et les objets manufacturés.
- Jardins : Olea capensis est cultivé comme arbre ornemental  dans les parcs et les jardins.

## Sources
Pour des articles plus généraux, voir Oleaceae et Olea.
- (en) Cet article est partiellement ou en totalité issu de l’article de Wikipédia en anglais intitulé « Olea capensis » (voir la liste des auteurs).